# Simulium pahangense
Simulium pahangense är en tvåvingeart som beskrevs av Takaoka och Davies 1995. Simulium pahangense ingår i släktet Simulium och familjen knott. Inga underarter finns listade i Catalogue of Life.